# Joseph Fessio
Joseph Fessio (Alameda, 10 gennaio 1941) è un presbitero, teologo e editore statunitense appartenente alla Compagnia di Gesù.

## Biografia
Conseguito il dottorato in teologia all'Università di Ratisbona avendo Joseph Ratzinger come relatore, Fessio ha dato vita nel 1976 al St. Ignatius Institute presso l'Università di San Francisco. Due anni dopo ha fondato, ancora a San Francisco, la casa editrice Ignatius Press, acquisendo notorietà per la pubblicazione in inglese delle opere di Henri de Lubac, Hans Urs von Balthasar, Joseph Ratzinger, Adrienne von Speyr, Peter Kreeft, G.K. Chesterton, Michael O'Brien e altri.